# 米列纳
米列纳，是西班牙巴伦西亚自治区阿利坎特省的一个市镇。总面积10km2，总人口178人（2001年），人口密度18人/km2。